# Dimorfisk solfjäderstjärt
Dimorfisk solfjäderstjärt (Rhipidura brachyrhyncha) är en fågel i familjen solfjäderstjärtar inom ordningen tättingar.

## Utbredning och systematik
Dimorfisk solfjäderstjärt förekommer på Nya Guinea, i höglänta områden från Vogelkophalvön till östra Nya Guinea, inklusive Fojabergen. Den behandlas antingen som monotypisk eller delas in i två underarter med följande utbredning:
- Rhipidura brachyrhyncha brachyrhyncha – förekommer på nordvästra Nya Guinea (Arfakbergen)
- Rhipidura brachyrhyncha devisi – förekommer i bergen på centrala och östra Nya Guinea, inklusive Fojabergen och Huonhalvön

## Status
IUCN kategoriserar arten som livskraftig.